# Carrément claustro !
Carrément claustro ! est le sixième tome de la série Journal d'un dégonflé.  Il a été écrit et illustré par Jeff Kinney. Le livre est sorti en version originale le 15 novembre 2011. Six millions de livres de la première version sont imprimés et vendus en 2011,, devenant la troisième meilleure vente de rentrée dans la littérature d'enfance et de jeunesse.

## Résumé

### Novembre
Greg est ennuyé. Il lui faut changer son comportement sans quoi il n'aura pas de cadeau de Noël. Il envie certains de ses amis qui ne célèbrent pas cette fête et ne connaissent pas ces tourments. Susan a de plus acheté un jouet particulièrement terrifiant. Greg invite Robert à venir chez lui et ils se disputent sur l'orthographe d'un sport , le badminton (le volley dans la version originale). Mais Greg parvient à se réconcilier avec lui. Le jour suivant, un dimanche, Robert, qui est athée, se rend à l'église avec les Heffley mais Susan et Greg sont gênés par sa présence.

### Décembre
Greg découvre que sa mère ne veut pas lui donner d'argent de poche. Après avoir participé vainement à une expérience visant à déblayer l'allée des voisins, il apprend que les modalités en sport vont changer et tente d y échapper. Il doit aussi offrir un cadeau à son correspondant scolaire. Pour se faire un peu d'argent, Greg veut vendre sa bande dessinée préférée mais il se rend compte que l'autographe de dédicace est un faux et que sa mère a elle-même signé l'album. Plus tard,  alors que Manu pique une crise car le sapin a été décoré sans lui, Greg se rend compte qu'il peut créer son propre journal, avec l'aide de Robert. Malheureusement, ils pratiquent l'affichage sauvage et Greg est alors obligé de rendre des comptes au principal, à cause de Robert. Plus tard, un énorme blizzard se déclenche et toute la famille se retrouve piégée à la maison, à l'exception de Frank, qui a pu réserver une chambre d'hôtel près de son bureau. De plus, Greg a vu une note laissée par la police et a peur de finir en prison. La situation empire quand l'électricité est coupée chez les Heffley.
Parce que Susan a eu un accident avec ses lunettes, Greg doit alors s'occuper de Manu. Robert vient lui demander de faire un bonhomme de neige avec lui, et lui apprend qu'il est le seul à ne pas avoir d'électricité dans le quartier. En fait, le responsable n'est autre que Manu, qui a coupé toute l'électricité dans chaque pièce exception faite de sa chambre, parce qu'il ne savait pas lacer ses chaussures. Frank revient avec de la nourriture et les policiers expliquent qu'ils avaient laissé un mot pour collecter des jouets. Susan offre finalement à Greg son cadeau, un BD signée pour de vrai par son auteur préféré, même si celui-ci l'a appelé Craig par inadvertance.